# Gentianopsis contorta
Gentianopsis contorta là một loài thực vật có hoa trong họ Long đởm. Loài này được (Royle) Ma mô tả khoa học đầu tiên năm 1951.